# Henny Reistad
Henny Ella Reisstad (Oslo, 9 februari 1999) is een Noorse handbalspeler.

## Carrière

### Club
Henny Reisstad speelde op 9 december 2015 voor de eerste keer voor het damesteam van Stabæk Håndball in de op één na hoogste Noorse divisie. In 2016 promoveerde ze met Stabæk naar de eliteserie. In de zomer van 2018 stapte ze over naar Vipers Kristiansand. Met de Vipers won ze het Noorse kampioenschap in 2019, 2020 en 2021, de EHF Champions League in 2021 en de Norgesmesterkap, de Noorse bekercompetitie, in 2019. Toen ze in 2021 de Champions League won, werd ze bij de Final Four verkozen tot MVP. In de zomer van 2021 verkaste ze naar Deense eersteklasser Team Esbjerg. Met Esbjerg won ze in 2021 de Deense beker. Ze werd uitgeroepen tot de beste speelster op centraal opbouw (spelmaker) van de basisreeks van het seizoen 2021/2022.

### Nationaal team
Reisstad speelde 20 wedstrijden voor het Noorse jeugdteam en 22 keer voor het nationale juniorenteam. Met deze teams nam ze deel aan het WK U-18 in 2016, het EK U-19 in 2017 en de WK U-20 in 2018. Op de het WK U-20 van 2018 won ze de zilveren medaille en werd ze geselecteerd voor het All-Star-team. Op 22 november 2018 maakte Reisstad haar debuut voor het senior nationale team in een wedstrijd tegen Hongarije. Ze vertegenwoordigde Noorwegen op het EK 2018 en scoorde tijdens dat toernooi in totaal 18 goals. Reisstad won haar eerste titel met het nationale team op het EK 2020. Met in totaal 29 goals eindigde ze als elfde in de topscorerslijst. Op de Olympische Spelen in Tokio won ze brons met de Noorse selectie Reisstad scoorde 24 doelpunten tijdens het olympisch toernooi. In 2021 won Reisstad met Noorwegen de wereldtitel en werd ook geselecteerd voor het All-Star-team.

## Privé
Henny Reisstad heeft een relatie met de Noorse handballer Aksel Horgen. Haar overgrootvader is Ole Reisstad, die Noorwegen op de olympische spelen van 1920 vertegenwoordigde op het onderdeel Moderne vijfkamp.